# Lora (Wein)
Die Lora, ein Tresterwein, war wie die Posca (mit Wasser verdünnter Weinessig) ein billiges römisches Massengetränk. Plinius der Ältere nannte die Lora ein „vinum operarium“, also einen Arbeiterwein.
Die Lora war im Gegensatz zur Posca leicht alkoholisch, die Herstellung sehr einfach. Trester, das sind die bei der Kelterung anfallenden Traubenreste, wurden mit Wasser versetzt und kamen nach einem Tag nochmals in die Weinpresse. Das Ergebnis dieses Vorgangs war ein für ärmere Kreise bezahlbarer Weinersatz und vielleicht mit einer sehr stark verdünnten Schorle vergleichbar. Natürlich bestand die Gefahr bei diesem Erzeugnis, dass es sehr schnell in Essig umschlagen konnte; die Lora musste also zügig konsumiert werden. Doch in der Antike war in einer umgeschlagenen Lora kein großes Unglück entstanden, aus ihr ließ sich ein Posca-Ersatz herstellen.
Das römische Militär kelterte sich die Lora mit vor Ort gekauftem Trester selber. Lagerung und Transport waren durch die geringe Haltbarkeit ausgeschlossen. Die Tradition wurde offensichtlich später für den täglichen Eigenbedarf der Weinbauern genutzt. Mit der Einführung von Qualitätsstandards wurde der Tresterwein als Haustrunk im Weinrecht aufgenommen, jedoch vom Weinhandel ausgeschlossen.
Aus dem Haushalt des Cato ist überliefert, dass seine Sklaven nach der Lese zunächst Tresterwein erhielten, bevor sie sich am echten Tropfen laben durften.